# 알리나 막시멘코
알리나 올렉산드리우나 막시멘코(우크라이나어: Аліна Олександрівна Максименко, Alina Oleksandrivna Maksymenko, 1991년 7월 10일 ~ )는 우크라이나의 전직 리듬 체조 선수이다.

## 생애
알리나 막시멘코는 베이징 하계 올림픽에 단체전에 참가하였고, 런던 하계 올림픽에는 개인종합에서 6위를 하였다. 2013년 키에프 세계 리듬 체조 선수권 대회에서 곤봉 종목 동메달 3위를 하였다.

## 관련 인물
- 한나 베즈소노바
- 안나 리자트디노바